# Mbour (departamento)
Mbour é um departamento da região de Thiès, no Senegal.